# وشم

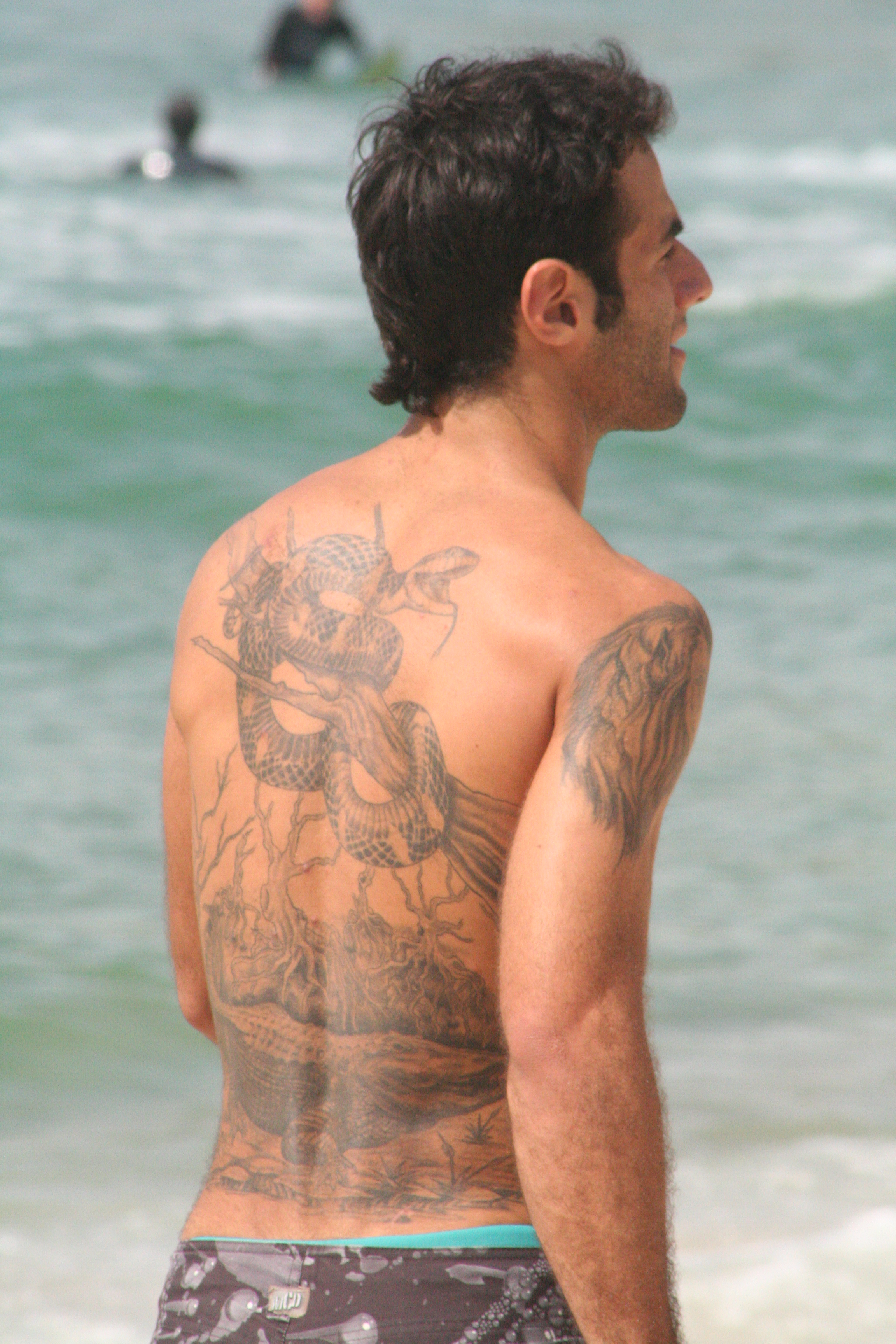
رجل ذو وشم كبير على ظهره.

الوشم هو شكل من أشكال التعديل الجسدي ويتم بوضع علامة ثابتة في الجسم وذلك بغرز الجلد بالابرة ثم وضع الصبغ عن طريق هذه الفتحات والجروح ليبقى داخل الجلد ولا يزول. يعتبر الوشم على جسم الإنسان كنوع من التعديل الجسماني والزخرفة، بينما على الحيوان فهو أكثر شيوعاً ويكون لأغراض تحديد الهوية أو المالك لهذا الحيوان.
الوشم موجود منذ عدة قرون في جميع أنحاء العالم. الآينو، وهم السكان الأصليين لليابان، كانوا يقومون بوشم الوجوه كنوع من العادات والتقاليد. في الوقت الحالي، الوشم متداول عند الأمازيغ و (شمال أفريقيا)، وعند الماوري في نيوزلندا، والهوسا في شمال نيجيريا، والعرب في شرق تركيا، والبدو في سوريا ، وعند الأتايال في تايوان مع وشم الوجه. كان الوشم موجود على نطاق واسع عند الشعوب البولينيزية، وعند مجموعات قبلية معينة في تايوان والفلبين وبورنيو وجزر مينتاواي وأفريقيا وأمريكا الجنوبية وأمريكا الشمالية وأمريكا الوسطى وأوروبا واليابان وكمبوديا ونيوزلندا ومايكرونيزيا. بالرغم من بعض المحرمات التي تحيط بالوشم، إلا أن هذا الفن لا يزال يحظى بشعبية كبيرة في مناطق متعددة من العالم.

## تاريخ الوشم
التوشيم هو ممارسة أوراسية وعلى الأقل منذ حوالي العصر الحجري الحديث. مومياء أوتزي والتي تعود إلى العصر النحاسي أي حوالي عام 3400 قبل الميلاد، تم العثور عليها في وادي أوتز في جبال الألب وعليها ما يقارب الـ 57 وشم كربوني تتكون من نقاط وخطوط بسيطة في العمود الفقري السفلي، وخلف الركبة اليسرى وعلى الكاحل الأيمن. ويعتقد بأن هذه الوشوم كانت شكلاً من أشكال العلاج بسبب موضعهم الذي يشابه الوخز بالأبر. وقد تم اكتشاف مومياءات أخرى تحمل الوشم والتي يعود تاريخها إلى نهاية الألف الثاني قبل الميلاد، مثل مومياء أمونيت في مصر القديمة ومومياءات بازيريك في هضبة أوكوك.
الجرمانيون ما قبل المسيحية والكلت وقبائل وسط وشمال أوروبا الأخرى، كانوا يوشمون بشكل كبير. كان البيكتس مشهورين بالتوشيم (أو التخديش) بوضع صباغ نبتة الوسمة ذات اللون الأزرق الداكن (أو ربما النحاس من أجل اللون الأزرق). وصف يوليوس قيصر تلك الوشوم في كتابه «حروب الإغريق 5».
التوشيم في العالم الغربي جذوره في بولنيزيا من قبل المستكشفين في القرن الثامن عشر. هذه العادة البولينيزية أصبحت شائعة بين البحارة الأوروبيون، قبل أن ينتشر في المجتمعات الغربية عموماً.

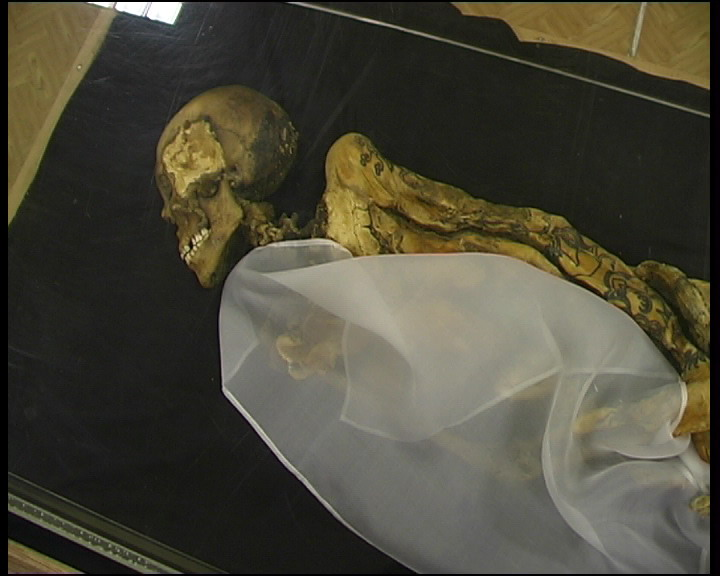
وشم مومياء أميرة أوكوك، عثر عليها عام 1993 والتي تعود إلى القرن الخامس قبل الميلاد.
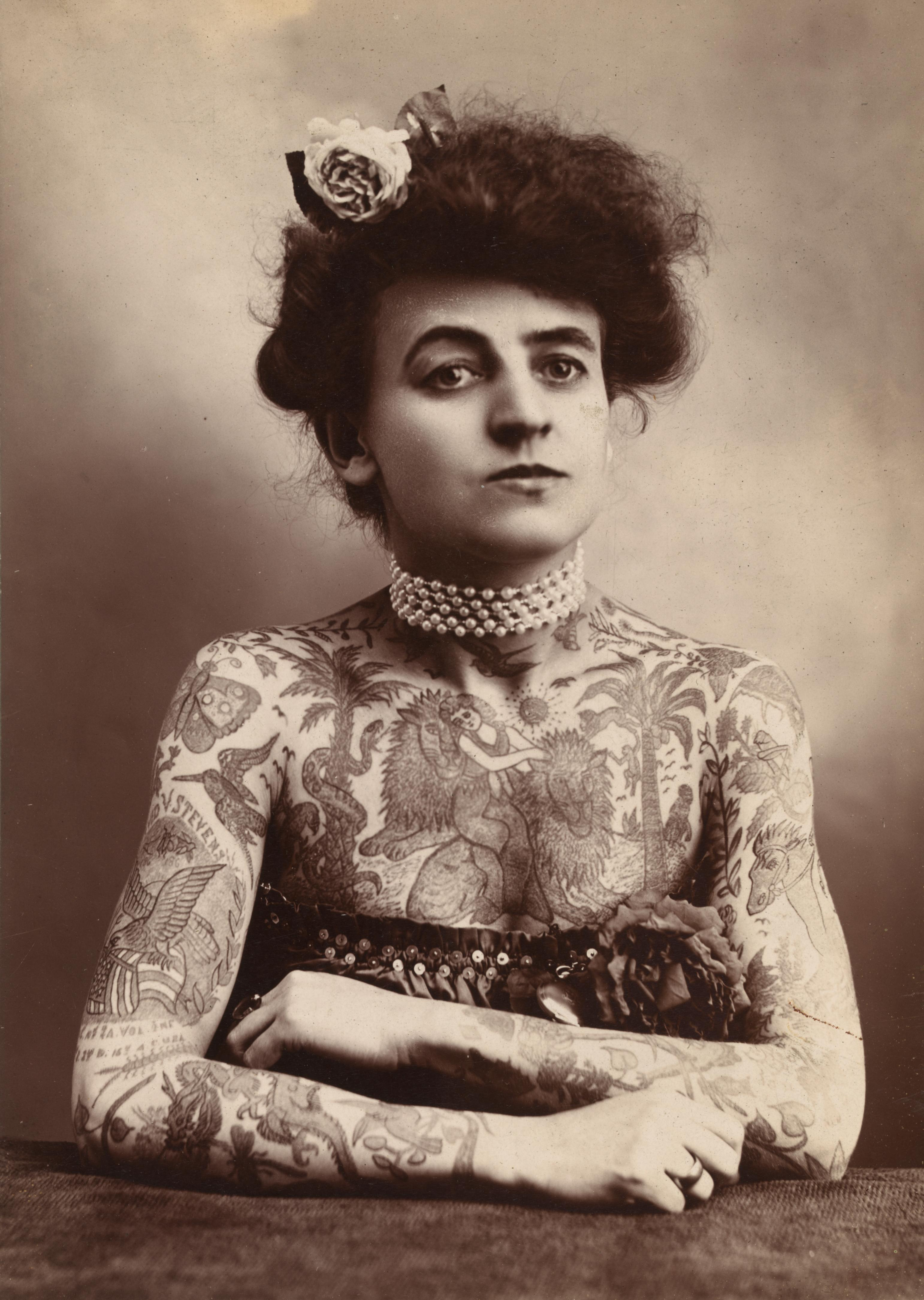
امرأة موشومة في الولايات المتحدة، عام 1907.
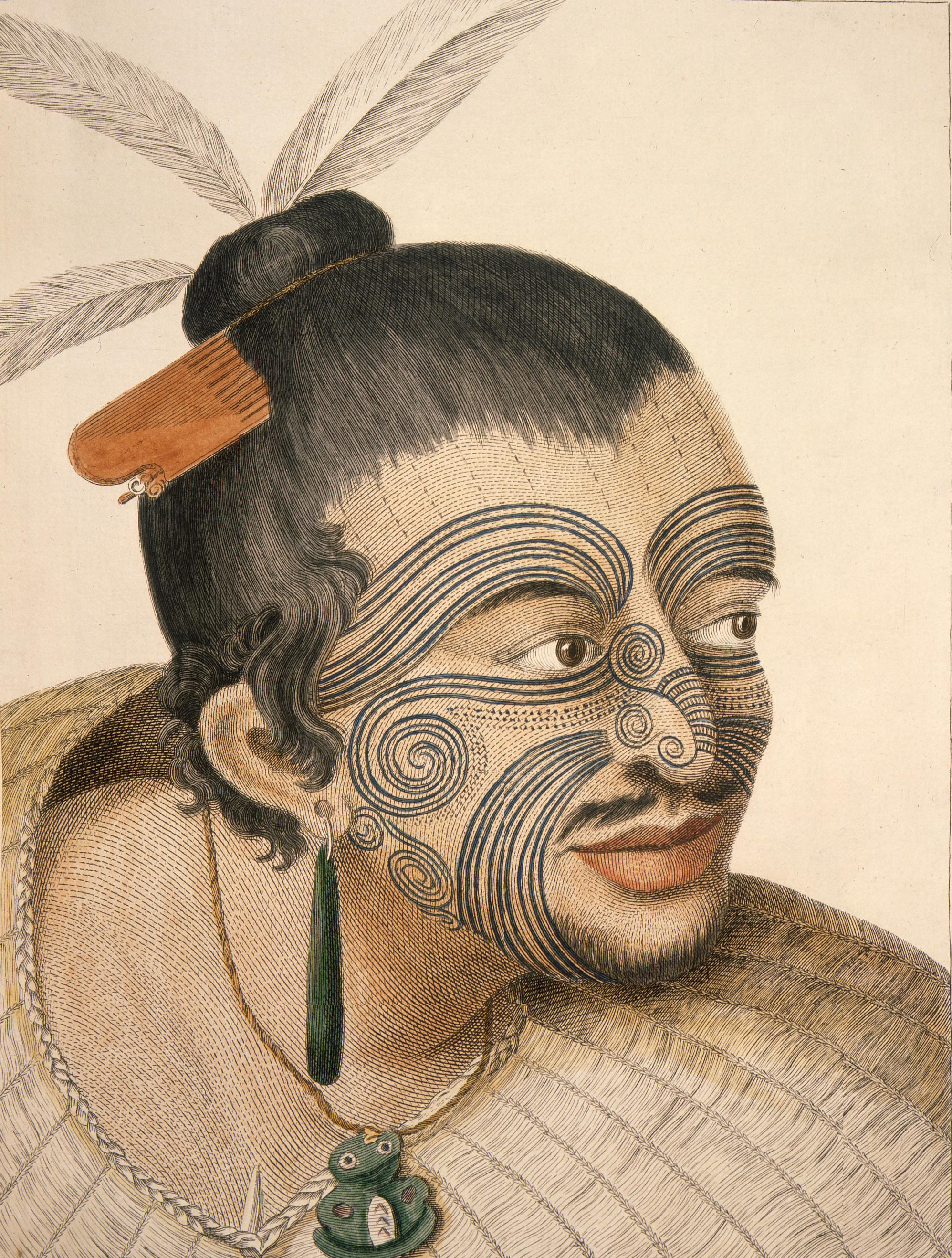
رسم لرئيس الماوري، رسمت بواسطة باركنسون عام 1784 بعد الرحلة الأولى مع الكابتن جيمس كوك إلى نيوزيلندا.
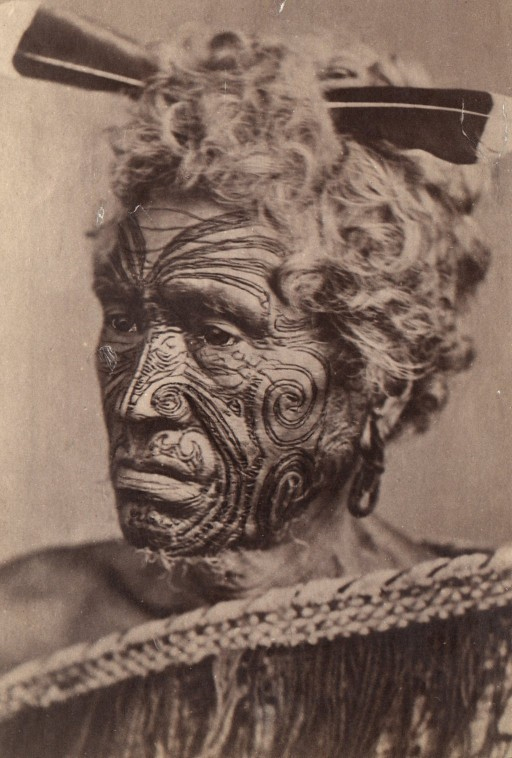
صورة فوتوغرافية لوشم موكو على وجه رجل الماوري في القرن التاسع عشر.
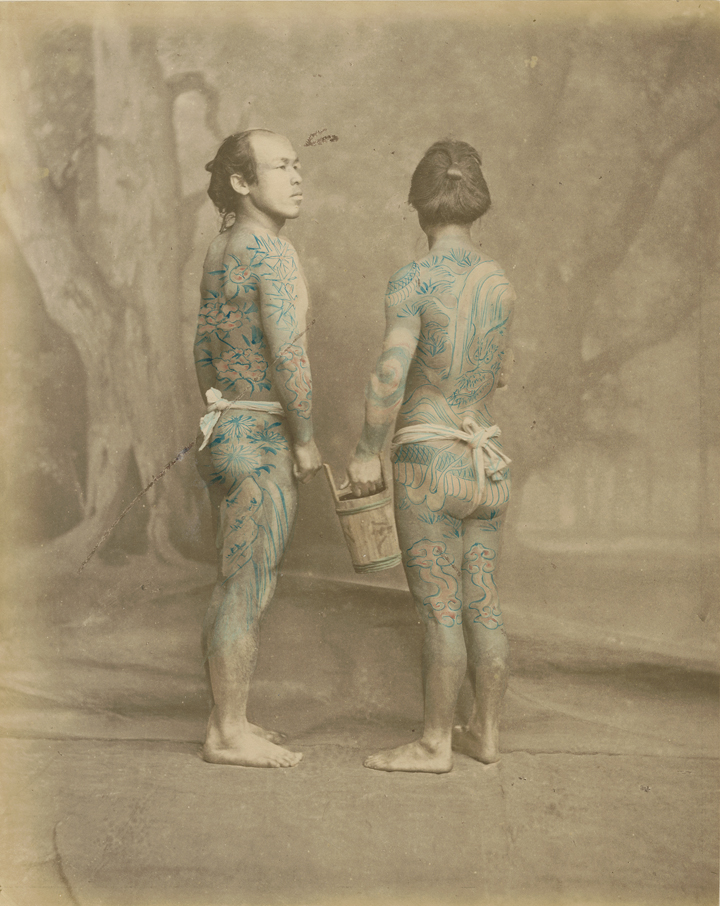
وشم ياباني عام 1870.
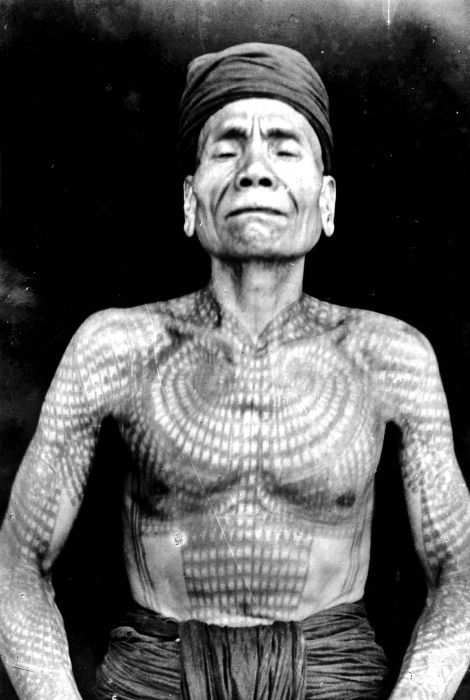
رجل من الداياك يظهر وشم على صدره وبطنه، صورة من متحف تروبين في أمستردام.

## أنواع الوشم

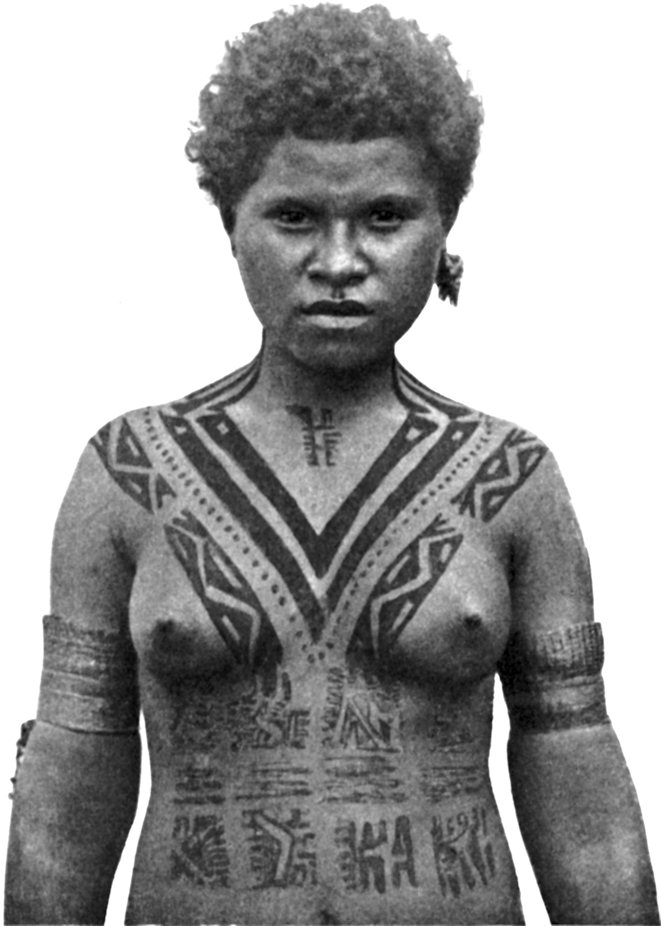
وشم بين إناث شعب الكويتا في بابوا غينيا الجديدة، عادةً يتم البدء في سن الخامسة ويضاف إليها كل سنة، وعند الحصول على وشم بشكل V على الصدر يشير إلى أنها بلغت سن الزواج، عام 1912.

الأكاديمية الأمريكية للأمراض الجلدية ميزت بين 5 أنواع من الوشوم، وهم: الوشم الجرحي ويسمى أيضاً الوشم الطبيعي، والذي ينتج عن الجروح والإصابات، خصوصاً تلك المتعلقة بالأسفلت عند الإصابة على الطرق أو الجروح عن طريق قلم رصاص، وشم الهواة، الوشم الاحترافي سواء عبر الطرق التقليدية أو عن طريق آلات الوشم الحديثة، الوشم التجميلي والمعروف أيضاً بالماكياج الدائم، والوشم الطبي.

### الوشم الجرحي
أو الوشم الطبيعي. وفقاً لجورج أورويل، فإن عمال مناجم الفحم يمكن أن يحصلوا على وشم مميز بسبب غبار الفحم الذي يدخل في جروحهم. ويمكن لبعض المواد أيضاً أن تسبب ذلك مثل البارود. والوشم الجرحي ممكن أن يحصل أيضاً عندما يفرك الأسفلت بالجروح، ويقصد هنا بالجروح التي تحصل نتيجة حادث على طريق أسفلتي أو إصابة أخرى مشابهة. من الصعب إزالة هذا النوع من الوشم، لأنها تميل إلى الانتشار عبر عدة طبقات من الجلد، وتترك ندبة لا مفر منها تقريباً.
كذلك يمكن الحصول على الوشم الجرحي على اللثة عند زرع جزيئات المزيج الذي يستخدم في حشو الأسنان، لكن حصول ذلك نادراً جداً. ومن الأمثلة الشائعة على حصول هذا النوع من الوشم العرضي، هو نتيجة لطعن مقصود أو غير مقصود بقلم رصاص أو قلم حبر، حيث يترك الغرافيت أو الحبر تحت الجلد.

### وشم الهواة والوشم الاحترافي
يتم التفريق بين وشم الهواة والوشم الاحترافي، وهو بأن الأول أي وشم الهواة يتم رسمه بواسطة الشخص نفسه أو أحد الأصدقاء، بينما الوشم الاحترافي فيرسم بواسطة فنيين متخصصين في الوشم، ويتميز بوضوح رسمته وحدّتها، ويتم حقن الحبر بواسطة آلة خاصة تدعى Tattoo Gun، وألوان الحبر المستخدمة كثيرة كالأحمر والأزرق والأصفر والأخضر.
العديد من الوشوم تكون عبارة عن طقوس حياتية (كالزواج والتقدم بالعمر والموت..)، وعلامات ورتب، ورموز دينية وروحانية، وللتعبير عن الشجاعة، وللإثارة الجنسية وتعهدات الحب، وللعقاب والتمائم والتعويذات والحماية، وكدلالة على المنبوذين والعبيد والمحكومين. رمزية الوشم وتأثيره يختلف باختلاف الأماكن والثقافات. وقد يوضع الوشم للتعبير عن قرب الموشوم من قريبه (عادة الأم أو الأب أو الابن أو الابنة)، أو لشخص ليس بقريب.
في الوقت الحاضر، يختار الناس التوشيم لأسباب تجميلية وعاطفية وتذكارية ودينية وسحرية، وكرمز لانتمائهم أو لتمييزهم مع مجموعات معينة من الناس، بما فيها العصابات الإجرامية وأيضاً مجموعات عرقية معينة ومجموعات ثقافية خاصة. بعض الماوري لا يزالون يختارون توشيم وجوههم بوشم موكو المعقّد. في لاوس وكمبوديا وتايلاند، يوشم وشم يانترا للحماية من الشر وزيادة الحظ.
في الفلبين، قبائل معينة تعتقد أن الوشم له صفات سحرية، حيث يقوم الوشم بحماية حامليه. أغلب الوشوم التقليدية في الفلبين متعلقة بالإنجازات التي قام بها حامل الوشم في الحياة أو أن الوشم يدل على رتبة معينة في القبيلة. يتم التوشيم برموز مسيحية بين الكاثوليك الكروات في البوسنة والهرسك وذلك لحماية أنفسهم من الأتراك المسلمين.
تنتشر الوشوم الزخرفية بشكل كبير بين الذين يؤدون العروض الغريبة والاستثانية والمخيفة (سيوف في الحلق ونيران من الأفواه..)، كذلك يتم تقليد وشوم الفنانين المشهورين.

#### تحديد الهوية

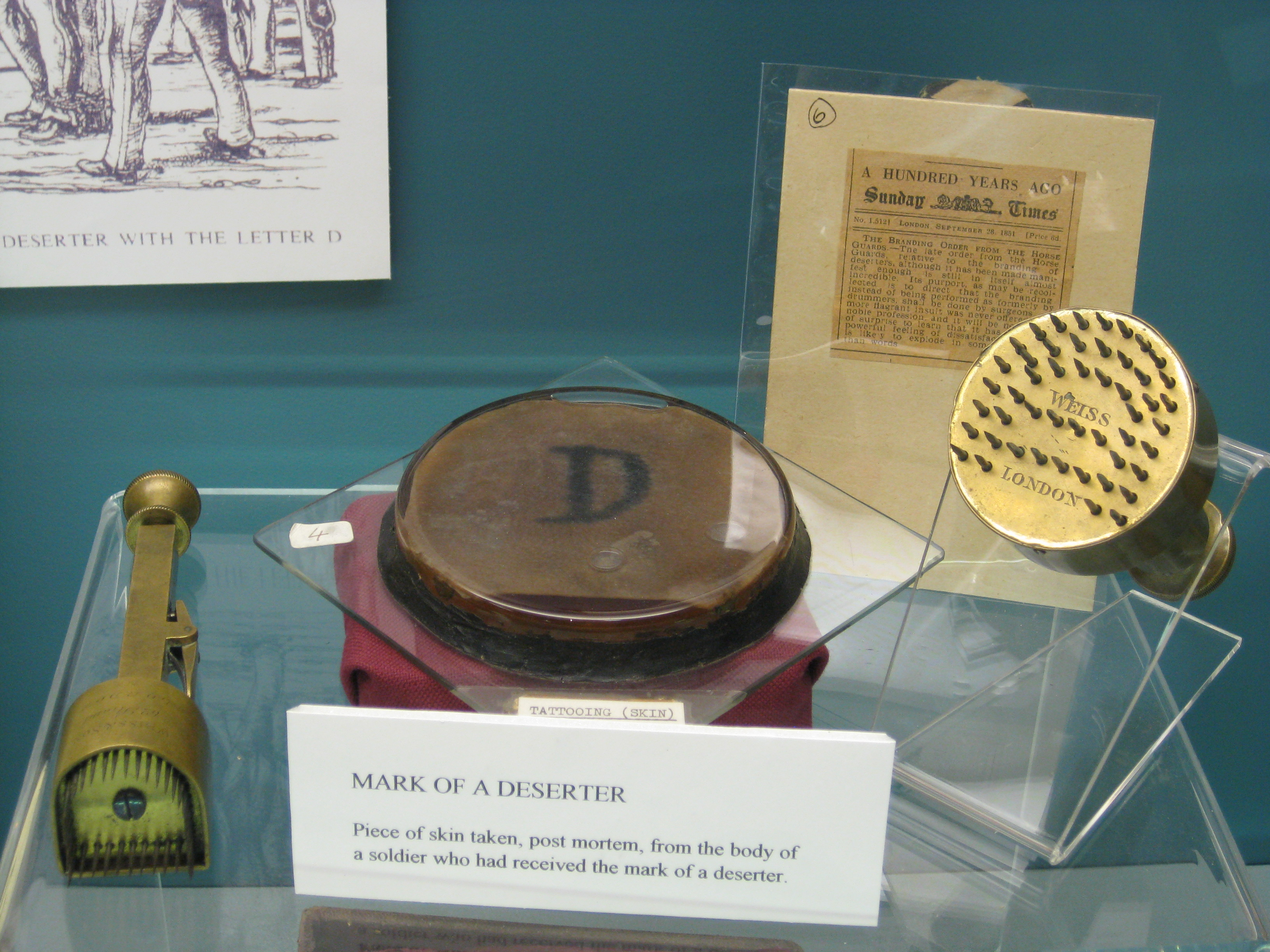
علامة هارب (Deserter) من الجيش البريطاني، المعدات وجلد تم إزالته بعد الوفاة.

كان الناس يتم توشيمهم قسراً. وكمثال معروف على نظام تحديد الهوية، هو السجناء في معسكرات الاعتقال النازية خلال الهولوكوست. وتم استخدام التوشيم خلال تلك الفترة لأغراض أخرى لتحديد الهوية.
على سبيل المثال، في عهد الإمبراطورية الرومانية، كان مطلوب قانونياً من الجنود الرومان بوضع وشوم معينة على أيديهم ليكون من الصعب إخفاء الوشم في حال الانشقاق أو الفرار. كذلك المصارعين والعبيد، العبيد الذين يتم تصديرهم يوشم عليهم عبارة «الضريبة مدفوعة»، وكذلك من الممارسات الشائعة على العبيد، الوشم على جباههم عبارة «أوقفوني، أنا هارب». حظر الإمبراطور قسطنطين الأول الوشم على الوجه عام 330 ميلادي. حظر «مجلس نيقية الثاني» جميع علامات الجسد كممارسات وثنية وذلك عام 787 ميلادي. الكلمة اللاتينية للوشم هي "Stigma" وتعني «وصمة العار».

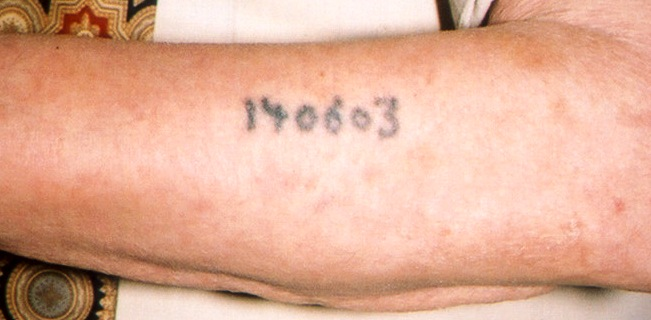
وشم تحديد الهوية على أحد الناجين من معسكر الاعتقال أوشفيتز.

في بداية فترة الاتصال بين الماوري والأوروبيين، كان يتم اصطياد شعب الماوري من أجل وشم الموكو حيث يتم قطع رؤوسهم وتقديمهم كهدايا تذكارية من العالم الجديد. كان وشم الموكو وشم للوجه يوضع للرجال والنساء للدلالة على النسب والوضع الاجتماعي والوضع داخل القبيلة. فن الوشم كان علامة مقدسة للهوية بين الماوري ويشار بالوشم أيضاً على أنه وسيلة لحفظ محظورات الشخص (التابو)، أو كونه شيء روحاني في حياة ما بعد الموت. يستخدم أحياناً الوشم من قبل الأطباء الشرعيين لمساعدتهم على تحديد الحروق والتعفن والجثث المشوهة.
لقرون عديدة خضع البحارة للتوشيم وذلك لغرض التعرف على هويتهم في حال الغرق. بهذه الطريقة فإن الجثث المنتشلة من البحر يمكن التعرف عليها وإمكانية الاتصال بعائلات وأصدقاء أصحاب الجثث قبل الدفن. لذلك كان يعمل راسمي الأوشام في الكثير من الأحيان في الموانئ، حيث العديد من الزبائن المحتملين.
يتم وضع الوشم على الحيوانات أيضاً، والتي لا تكون عادة لأسباب تجميلية. فالحيوانات الأليفة وحيوانات العروض وخيول ثوروبريد والمواشي، يتم وضع وشم عليها للتعرف عليها. غالباً ما يوضع وشم على الكلاب والقطط الأليفة ويكون على شكل رقم تسلسلي (عادة في الأذن أو الفخذ الداخلي) والتي يمكن من خلال هذه الأرقام بالتعرف على أصحابها.
يتم أيضاً وضع وشم على الحيوانات لمنع الإصابة بحروق الشمس (كأن يوضع على الأنف). كثيراً ما يتم وضع هذا النوع من الوشم من قبل طبيب بيطري، وفي معظم الحالات يتم تخدير الحيوانات أثناء العملية. تستخدم عملية حرق جلد الحيوان بشعار أو علامة تجارية معينة لأغراض مماثلة، إلا أن هذه العملية غالباً ما تتم بدون تخدير، كما أنها تختلف عن الوشم حيث لا يتم إدراج أي صبغة أو حبر خلال العملية.

### الوشم التجميلي

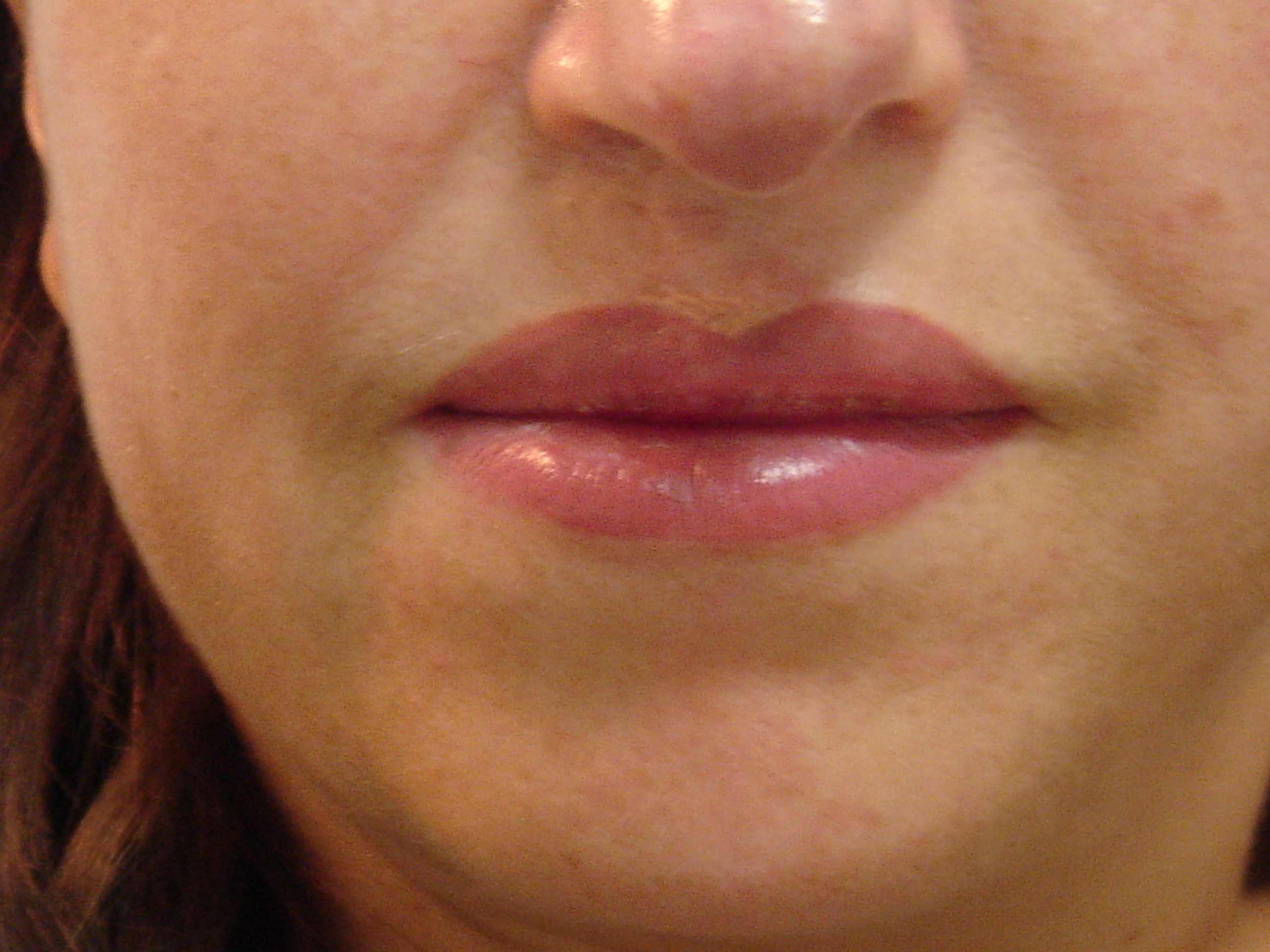
الوشم التجميلي للشفة.

تقنية تجميلية يتم فيها استخدام الوشم كشكل من أشكال مستحضرات التجميل، ويشمل الماكياج الدائم وتخبئة العيوب وتحييد أو تغيير لون الجلد. الماكياج الدائم هو استخدام الوشم لتعزيز الحاجبين والشفاه (رسم حدود الشفاه أو كأحمر شفاه دائم) والعيون (رسم حدود العيون) وحتى الشامات، وعادة ما يستخدم الألوان الطبيعية وليس المبهمة.

### الوشم الطبي
يستخدم الوشم الطبي لتحديد المكان في العلاج الإشعاعي الذي يعتمد على تكرار العلاج على نفس المكان أكثر من مرة، ويستخدم لرسم الهالة المحيطة بالحلمة كشكل من أشكال إعادة بناء الثدي. كما يستخدم الوشم لوضع معلومات طبية عن حامل الوشم (مثل زمرة الدم والحالة الطبية..). يستخدم الوشم لتلوين الجلد المصاب بالبهاق والاضطرابات التصبغية الجلدية.

## الانتشار

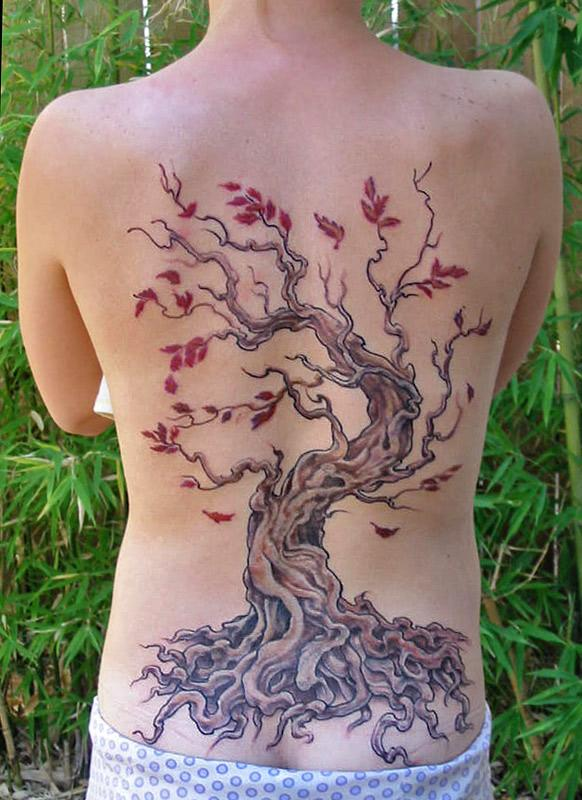
وشم على شكل شجرة على ظهر فتاة.

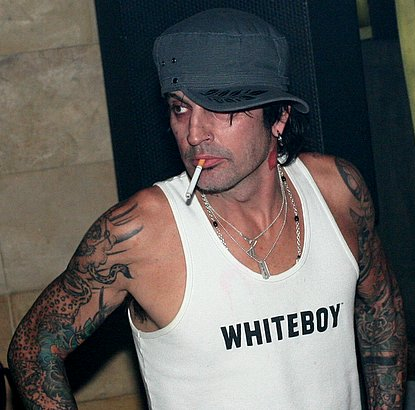
الموسيقي تومي لي مع وشومه، عام 2005.

شهد الوشم تصاعداً في الشعبية في أجزاء كثيرة من العالم، لا سيما في أميركا الشمالية والجنوبية واليابان وأوروبا. النمو في ثقافة الوشم شهد تدفقاً من الفنانين الجدد إلى هذه الصناعة، والكثير منهم لديهم التقنية والخبرة والتدريب الجيد على الفنون التشكيلية. بالإضافة إلى التقدم في صناعة أصباغ الوشم والتحسين المستمر للمعدات المستخدمة في التوشيم، وقد أدى ذلك إلى تحسن نوعية الوشم الذي يتم إنتاجه.
خلال العقد الأول من القرن الحادي والعشرون، أصبح وجود الوشم واضحاً في الثقافة الشعبية، كما ظهرت البرامج التلفزيونية الملهمة كبرنامج "Inked" الذي عرض على شبكة "A&E" التلفزيونية، وبرنامج "Miami Ink" وبرنامج "LA Ink" الذين تم عرضهما على قناة "TLC". قامت مغنية البلوز جانيس جوبلين بتزيين جسدها بوضع وشم على المعصم وآخر على ثديها الأيسر على شكل قلب صغير، حيث كان ذلك اللحظة الفارقة في القبول الشعبي للوشم كفن. أصبح الاهتمام الرسمي في فن الوشم بارز في تسعينيات القرن الماضي وبداية القرن الحادي والعشرون، فقد ظهر الوشم كفن في معارض الفن المعاصر ومؤسسات الفنون البصرية وذلك من خلال عرض (على سبيل المثال) لمحة عن الوشم والبحث والتفحص في أعمال فناني الوشم وما إلى ذلك. ومن تلك المعارض "Freaks & Flash" في شيكاغو عام 2009، الذي عرض أمثلة تاريخية للفن الجسماني والفنانين الذين قاموا به.
أصبح الوشم موضة وهواية بين المشاهير، فنجم كرة القدم العالمي ديفيد بيكام قام عام 1999 بوضع وشم باسم ابنه «بروكلين» على أسفل ظهره، ثم قام بوضع وشم الملاك الحارس على ظهره، وفي عام 2000 قام بوضع اسم زوجته باللغة الهندية مع أخطاء إملائية على ذراعه الأيسر، تلى ذلك أكثر من 15 وشم مختلف على أنحاء جسده.
أجريت دراسات عديدة على الناس الموشومين وعلى نظرة المجتمع للوشم. ففي حزيران/يونيو 2006 نشرت مجلة الأكاديمية الأميركية للأمراض الجلدية نتائج مسح هاتفي جرى عام 2004، وجد فيه أن الأشخاص الذين يحملون وشم هم 36 ٪ من الأميركيين الذين تتراوح أعمارهم بين 18-29 و 24% للذين تتراوح أعمارهم بين 30-40 و 15% للذين هم بين عمر 41-51. في أيلول/سبتمبر 2006 أجرى مركز بيو للدراسات مسحاً عبر الهاتف تبين فيه أن 36 ٪ من الأميركيين الذين تتراوح أعمارهم 18-25 و 40% بين عمر 26-40 و 10% بين عمر 41-64 لديهم وشم واحد على الأقل. وفي كانون الثاني/يناير 2008 أجري مسح عن طريق الإنترنت من قبل مركز هاريس التفاعلي حيث قدر بأن 14% من جميع البالغين في الولايات المتحدة لديهم وشم، فقط بانخفاض طفيف عن عام 2003 عندما كانت النسبة تقدر بـ 16%. الفئات العمرية لهذا المسح والتي لديها وشم واحد على الأقل هي 9% بين عمر 18-24 و 32% بين عمر 25-29 و 25% بين عمر 30-39 و 12% بين عمر 40-49 و 8% بين عمر 50-64. الرجال لديهم رغبة أكثر بقليل من النساء في الحصول على وشم (15% مقابل 13%).

## المجموعات والعصابات السلبية

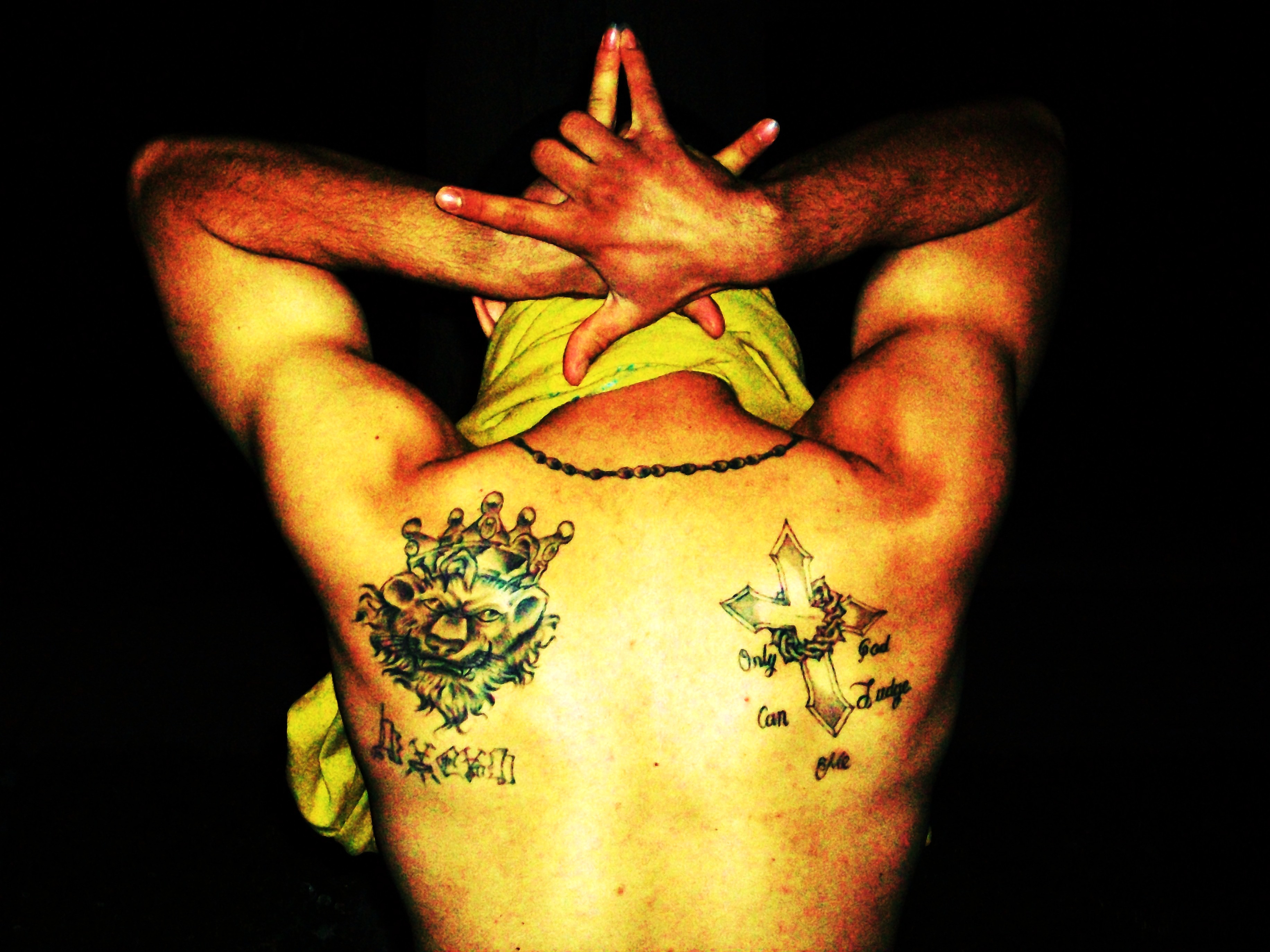
عضو بعصابة "ملوك اللاتين" يعرض وشوم العصابة

في اليابان، الوشم مرتبط بشكل كبير مع منظمات الجريمة المنظمة المعروفة باسم ياكوزا، حيث يتم عمل الوشم على كامل الجسم وعلى الطريقة اليابانية التقليدية "Tebori". تقوم بشكل علني العديد من الحمامات اليابانية العامة (Sentō) والصالات الرياضية بمنع دخول أولئك الذين يحملون الأوشام الكبيرة أو التخطيطية في محاولة لمنع الياكوزا من الدخول. حظرت حكومة «مايجي» اليابانية الوشم في القرن التاسع عشر، بقي الحظر لمدة 70 عاماً حتى إلغاءه عام 1948.
في الولايات المتحدة، العديد من السجناء والعصابات الإجرامية تستخدم وشوم مميزة للإشارة إلى الحقائق حول سلوكهم الإجرامي وعقوبة السجن والانتماء التنظيمي. على سبيل المثال، الوشم على شكل دمعة يمكن أن يكون رمز لجريمة قتل، فكل دمعة تمثل وفاة أحد الأصدقاء. في الوقت نفسه، أفراد القوات المسلحة الأميركية لديهم تاريخ طويل في التوشيم بحيث يشيرون إلى الوحدات العسكرية والمعارك وعمليات القتل وما إلى ذلك، هذه الروابط ما تزال واسعة الانتشار بين كبار السن الأميركيين. الوشم شائع أيضاً في القوات المسلحة البريطانية.
كما استخدم الوشم على يد النظام النازي في معسكرات الاعتقال النازية كعلامة على السجناء.
بقدر هذا الاستخدام الثقافي والثقافي الفرعي للوشم والذي يسبقه شعبية واسعة عند عموم السكان، إلا أن الأوشام لا تزال ترتبط بالإجرام. بالرغم من تزايد القبول العام للوشم في المجتمع الغربي، فهم ما زالوا يحملون وصمة عار كبيرة عند فئات اجتماعية معينة. أيضاً يعتبر الوشم جزءاً هاماً من ثقافة المافيا الروسية.
إن انتشار صناعة الوشم عند النساء بالإضافة إلى ارتفاع أعداد النساء الحاملات للوشم، يبدو أنها قد غيرت التصورات السلبية عن الوشم. دراسة اسمها «في خطر» أظهرت بأن الفتيات المراهقات ترى بأن هنالك علاقة إيجابية بين التعديل الجسماني والمشاعر السلبية اتجاه الجسم واحترام الذات، ومع ذلك تبين أيضاً بوجود دافع قوي لتعديل الجسم كنوع من «البحث عن الذات ومحاولة لتحقيق السيادة والسيطرة على الجسم في عصر زيادة العزلة».

## عملية التوشيم

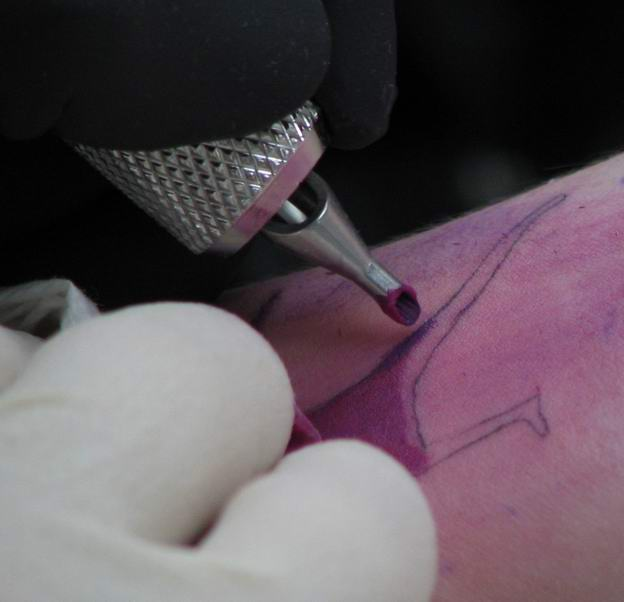
آلة وشم قيد الاستخدام، هنا مجهزّة لتكون 5 إبر، حيث أن عدد الإبر يعتمد على الحجم والتظليل المطلوب.

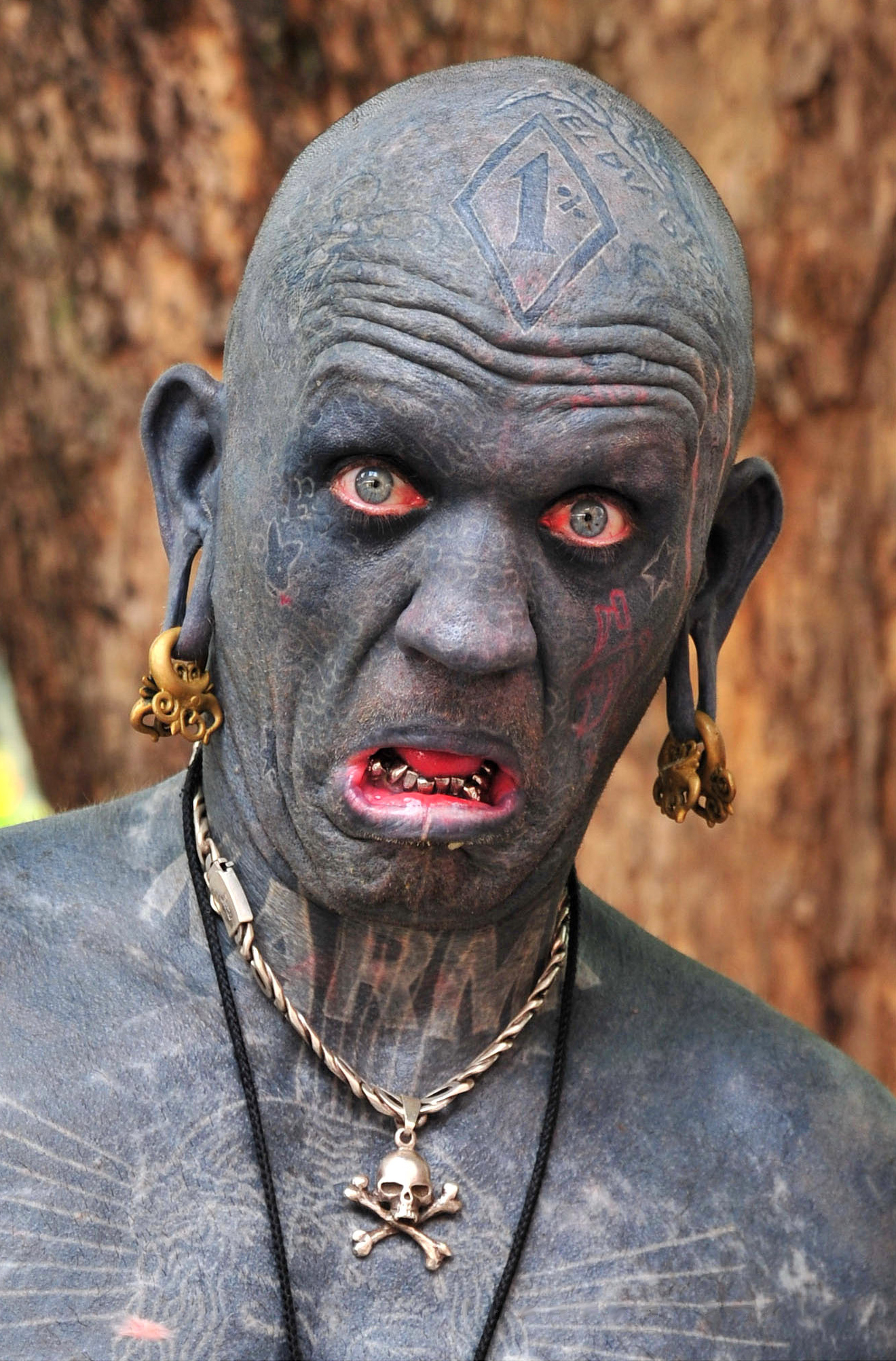
يعد النيوزيلندي لاكي دايموند ريتش أكثر شخص موشوم في العالم بنسبة وشوم تغطي 99.99% من جسده وفقاً لموسوعة غينيس للأرقام القياسية.

التوشيم يتضمن وضع الصبغة في أدمة الجلد، وهذه الطبقة من النسيج الجلدي (الأدمة) تقع تحت البشرة. بعد عملية الحقن الأولى تتوزع الصباغ في جميع أنحاء طبقة التجانس المتضررة للبشرة والأدمة العليا، وكلاهما عند وجود مواد غريبة ينشّطان بالعات جهاز المناعة لتبتلع جزيئات الصباغ. وكمحاولةً للاستشفاء فإن البشرة التالفة تتقشر لتزيل الطبقة السطحية للصبغة في حين يتشكل النسيج الحبيبي في طبقة الجلد الأعمق، والتي تتحول لاحقاً إلى النسيج الضام لنمو الكولاجين. هذا يصلح الأدمة العليا، حيث تبقى الصبغة محصورة داخل الأرومات الليفية، في نهاية المطاف يتركز الصباغ فقط في الطبقة تحت حدود الأدمة/البشرة. وجودها هناك مستقر، ولكن على المدى الطويل (عقود) تميل الصباغ للهجرة إلى مناطق أعمق في الأدمة، ذلك يفسّر انخفاض دقة وتفاصيل الأوشام القديمة.
في بعض المجتمعات القبلية يتم إنشاء الوشم عن طريق قطع أو قص تصاميم في الجلد ومن ثم فرك الجرح الناتج عن هذا القطع بالحبر أو بالرماد أو غيرها من المواد. بعض المجتمعات تقوم بإنشاء الوشم عن طريق ادخال الحبر داخل الجلد بالتنقير اليدوي باستخدام عصي برؤوس حادة أو عظام الحيوانات. الوشوم اليابانية التقليدية (Horimono) لا تزال تستخدم طريقة «النخز اليدوي»، والذي هو ادخال الحبر تحت الجلد باستخدام وسائل غير كهربائية، أي باستخدام اليد والأدوات اليدوية كالإبر المصنوعة من الخيزران المشحذ أو الفولاذ المشحذ. هذه الطريقة تعرف باسم "Tebori".
أصبحت وشوم هاواي بالتنقير اليدوي التقليدية تشهد نهضة، بعد أن كانت تقريباً خامدة في السنوات التي تلت الاتصال بالغرب. وتنطوي العملية على صلوات وبروتوكولات طويلة وتعتبر شعيرة مقدسة أكثر من كونها تطبيق لأعمال الفنية. وفيها يقوم الواشم باختيار الوشم بدلاً من الموشوم، استناداً إلى المعلومات الخاصة بالنسب. كل تصميم هو رمز يعبر عن المسؤولية الشخصية للموشوم ودوره في المجتمع. الأدوات تتكون من منقوشات يدوية مصنوعة من العظام أو الأنياب ومن دون استخدام للمعادن.

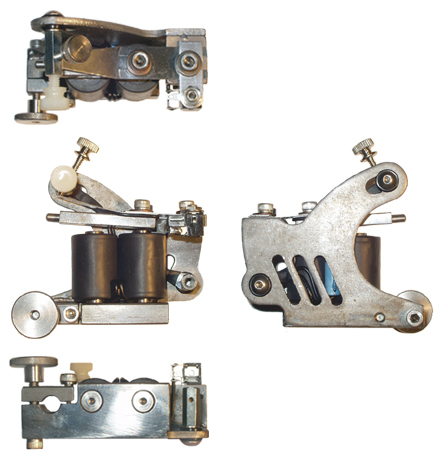
آلة الوشم التقليدية ذات الوشيعة المزدوجة.

الأسلوب الأكثر شيوعاً من التوشيم في العصر الحديث هو آلة الوشم الكهربائية، والتي تدرج الحبر داخل الجلد من خلال إبرة واحدة أو مجموعة من الإبر الملتحمة على قضيب، هذا القضيب متصل بوحدة تذبذب. هذه الوحدة تقود الإبر إلى داخل وخارج الجلد بشكل متكرر وبسرعة، وعادة تكون من 80 إلى 150 مرة في الثانية. هذا الإجراء عادة يكون صحي ونظيف. الإبر تكون إبر ذات استخدام لمرة واحدة والتي تأتي مغلفة بشكل منفرد. يجب على فنان الوشم (الواشم) ليس فقط غسل يديه بل يجب عليه أيضاً أن يقوم بغسل المنطقة التي سيقوم بوضع الوشم عليها. ويجب ارتداء القفازات طوال فترة عملية التوشيم، ويجب أن يمسح الجرح الناتج عن التوشيم بشكل متكرر بمنشفة مبللة ذات نوع معين والتي يتم التخلص منها مباشرة بعد العملية. يجب تعقيم المعدات في أجهزة التعقيم الموثوقة وذلك قبل وبعد كل استخدام.
تختلف أسعار هذه الخدمة على نطاق واسع عالمياً ومحلياً، وذلك اعتماداً على تعقيد الوشم، والمهارة والخبرة التي يتمتع بها الفنان، وموقف العملاء، وتكاليف تشغيل الأعمال التجارية، واقتصاديات العرض والطلب وما إلى ذلك. الوقت المستغرق للحصول على الوشم يكون على حسب حجم وتعقيد الوشم. فقد يستغرق وشم صغير بتصميم بسيط حوالي الخمس عشرة دقيقة، في حين الوشم الذي يعرف باسم وشم الأكمام (مكان كّم القميص) أو وشم الظهر قد يتطلب جلسات متعددة لعدة ساعات لكل منهم.
إن آلة الوشم الكهربائية الحديثة بعيدة عن تلك الآلة التي اخترعها صامويل أورايلي عام 1890. كانت آلة أورايلي مستندة على التكنولوجيا الدوارة لجهاز النقش الكهربائي الذي اخترعه توماس إديسون. آلات الوشم الحديثة تستخدم الوشائع الكهرومغناطيسية. أول آلة تعتمد على الوشيعة تم اختراعها من قبل «توماس رايلي» في لندن عام 1891 باستخدام وشيعة وحيدة. في حين تم اختراع أول آلة تعتمد على الوشيعة المزدوجة من قبل بريطاني آخر وهو «ألفريد تشارلز ساوث» في لندن عام 1899.
آلة توشيم آخرى كانت قد طورت من قبل فنان الوشم الألماني «هورست هاينريش ستراكينباخ» وتلميذه «مانفريد كوهرس» من عام 1974 حتى 1978.

### الأصبغة والملونات
كان يتم الحصول على أحبار الوشم البدائية من الطبيعة مباشرة، وكانت محدودة جداً من حيث التنوّع. على سبيل المثال، في هاواي القديمة كان يمزج رماد البندق لنبتة الجوز المسهل مع زيت جوز الهند لإنتاج حبر أسود. في الوقت الحاضر، يوجد تقريباً عدد غير محدود من الألوان والظلال لأحبار الوشم، وهي تنتج بكميات ضخمة وتباع في المحلات التجارية في جميع أنحاء العالم. يقوم فنانو الوشم عادةً بخلط هذه الأحبار من أجل إيجاد أصباغ فريدة خاصة بهم.
يمكن استخدام مجموعة واسعة من الأصباغ والأخضاب في الوشم، من المواد غير العضوية كثنائي أكسيد التيتانيوم وأكسيد الحديد، إلى هباب الفحم ومركبات الأزو والأكريدين والكوينولين والفثالوسيانين ومشتقات النفثول والأصباغ المصنوعة من الرماد ومخاليط أخرى. تستخدم أصباغ أكسيد الحديد إلى حد كبير في الوشم التجميلي.

### النظافة داخل صالات التوشيم
صالات التوشيم مجهزة بمعدات مناسبة حيث تستخدم حاويات واقية للأشياء التي تلمس الدم وسوائل الجسم، تستخدم حاويات الإبر من أجل إبر التوشيم المستعملة، وأجهزة التعقيم ليوضع فيها الأدوات القابلة للتعقيم. بعض السلطات القضائية تلزم صالات التوشيم قانوناً بتوفير أحواض للتغسيل في مكان العمل مزوّدة بماء ساخن وبارد على حدٍ سواء.

## الأضرار والمخاطر الصحية

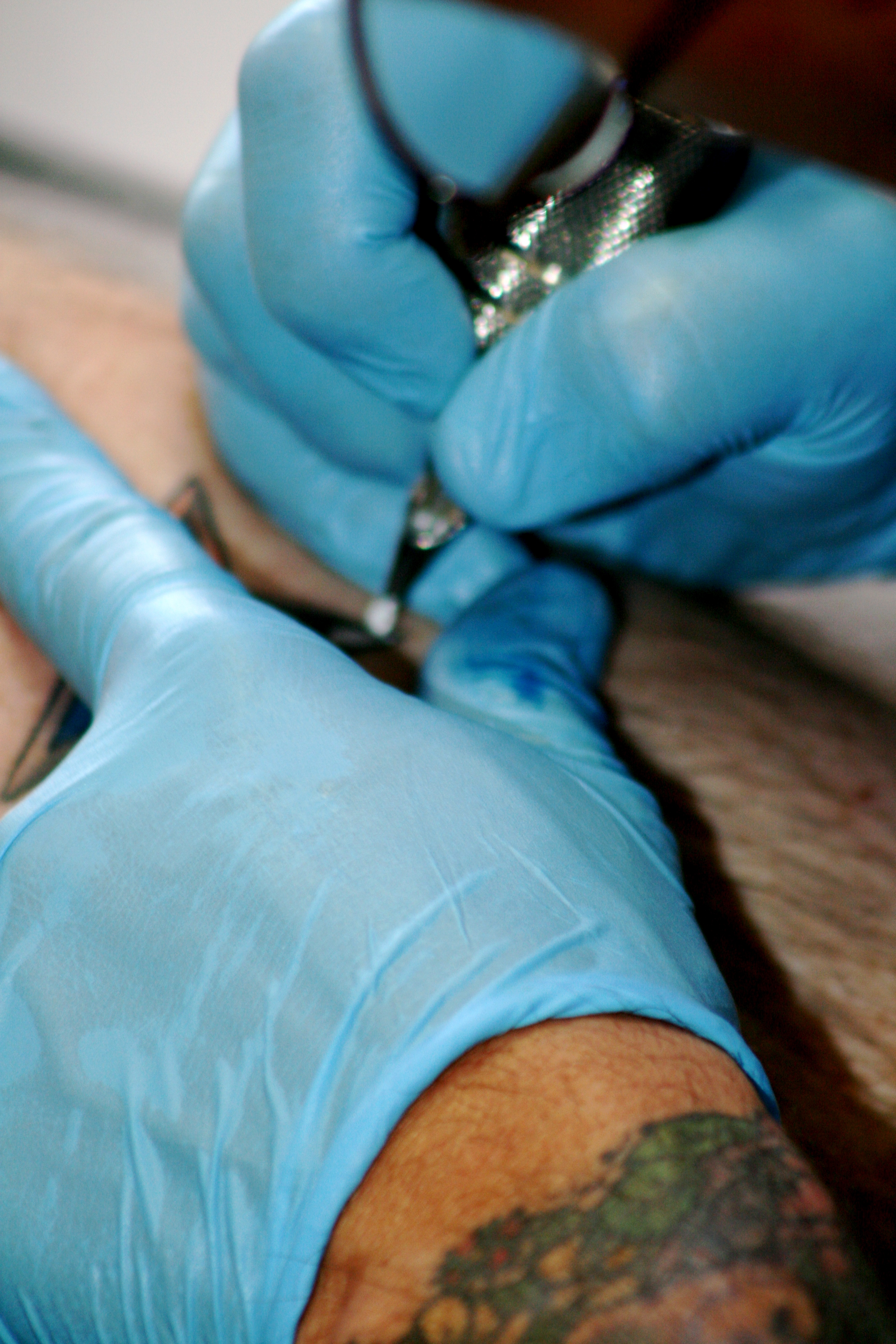
فنان وشم يرتدي قفازات

ووفقا لمجلة شتيرن الألمانية يتسبب الوشم عادة بجروح قد تصبح ملوثة. وبالإضافة إلى ذلك، يمكن أن تسبب بنقل فيروسات معدية إلى الموشوم مثل التهاب الكبد وفيروس نقص المناعة البشرية، خاصة إذا لم يتم التقيد الصارم بالقواعد الصحية، كما أن الأحبار والأصباغ المستخدمة تعد من مسببات لمرض السرطان. ولأن التوشيم يتطلب كسر للحاجز الذي يحمي الإنسان من الجراثيم ألا وهو الحاجز الجلدي، فربما التوشيم قد يحمل مخاطر صحية، بما في ذلك العدوى والحساسية. قام الواشمون الحديثون بتقليل هذه المخاطر عن طريق اتباع الاحتياطات والإجراءات الوقائية العالمية، واستعمال الأدوات ذات «الاستخدام لمرة واحدة»، بالإضافة لتعقيم معداتهم بعد كل استعمال. العديد من السلطات القضائية تشترط بأن يحصل الواشمون على تدريب في كيفية التعامل مع الأمراض المنتقلة عبر الدم، مثل تلك التي يتم توفيرها من خلال جمعية الصليب الأحمر وأوشا.
في وشم الهواة، مثل تلك المطبقة في السجون، تكون مخاطر العدوى بالأمراض مرتفعة. الأمراض المعدية التي ممكن نظرياً أن تنتقل عن طريق استخدام معدات غير معقمة أو حبر وشم ملوث تشمل، فيروس الحلأ البسيط (الهربس البسيط) والكزاز والعنقودية والالتهابات السطحية للجلد والالتهابات الفطرية وبعض الأشكال من التهاب الكبد والسل وفيروس نقص المناعة المكتسبة. في الولايات المتحدة لم تكن هناك حالات تم التبليغ عنها بانتقال فيروس نقص المناعة المكتسبة عن طريق التوشيم في الأماكن التي لديها عقود تجارية للتوشيم.
لقد وصفت أحبار الوشم بأنها لا تسبب أثار جانبية وحساسية، مع ذلك فقد حدثت حالات حساسية من أحبار الوشم، خصوصاً بعض الألوان المحددة، وقد وثقت طبياً. هذه الحساسية قد تحدث أحياناً بسبب النيكل الموجود في صبغة الحبر، وهو معدن يسبب الحساسية بشكل عام. بعض الأحيان قد يثقب أحد الأوعية الدموية أثناء إجراء الوشم مما قد يظهر كدمة مؤقتة على الجسم.

## إزالة الوشم
عملية إزالة الوشم من العمليات التجميلية الشائعة، إذ يقدر أن 12% من الأشخاص الذين لديهم وشوم يقررون إزالتها لاحقاً، وتجرى 14 ألف عملية إزالة وشم في الولايات المتحدة سنويًا.
يعتبر الوشم دائم، لكن من الممكن في بعض الأحيان إزالته عن طريق الليزر، كلياً أو جزئياً. عادة يمكن إزالة الأحبار السوداء وبعض الأحبار الملونة بشكل كامل تقريباً. النفقات والألم المصاحب لإزالة الوشم تكون عادة أكبر من النفقات والألم المصاحب لعملية التوشيم. قبل الليزر، كانت طرق إزالة الوشم هي:
- صنفرة وتقشير الجلد وبها يتمكن الجرّاح من إزالة الأجزاء السطحية والمتوسطة من الوشم ومن ثم مع استخدام الضمادات وتغييرها، يتم امتصاص حبر الوشم العالق بالأجزاء العميقة من الجلد، ونتائجها متوسطة في إزالة كامل حبر صبغة الوشم، وقد تترك ندبة خلفها.[34]
- فرك الجلد بالملح باستخدام الماء وحبيبات الملح بحيث يتم تقشير الطبقات العليا للجلد.[35]
- التجميد وذلك بوضع النيتروجين السائل على الجلد مكان الوشم ومن ثم تجميد السائل، هذا التجميد يؤدي إلى عملية تقشير للطبقة العليا من الجلد بسهولة وبشكل أعمق.[36]
- الاستئصال أو الإزالة الجراحية للجلد، ويتم فيها قطع وإزالة كامل الوشم والجلد، ومن ثم قفل الجرح بالخياطة الطبية.[34] هذه الطرق القديمة تم استبدالها بالكامل تقريباً بخيار العلاج بالليزر.

أظهرت الإحصائيات أن عملية إزالة الوشم قد حققت رضا المرضى في أكثر من 91% من الحالات.

## وجهات النظر الدينية

### الإسلام

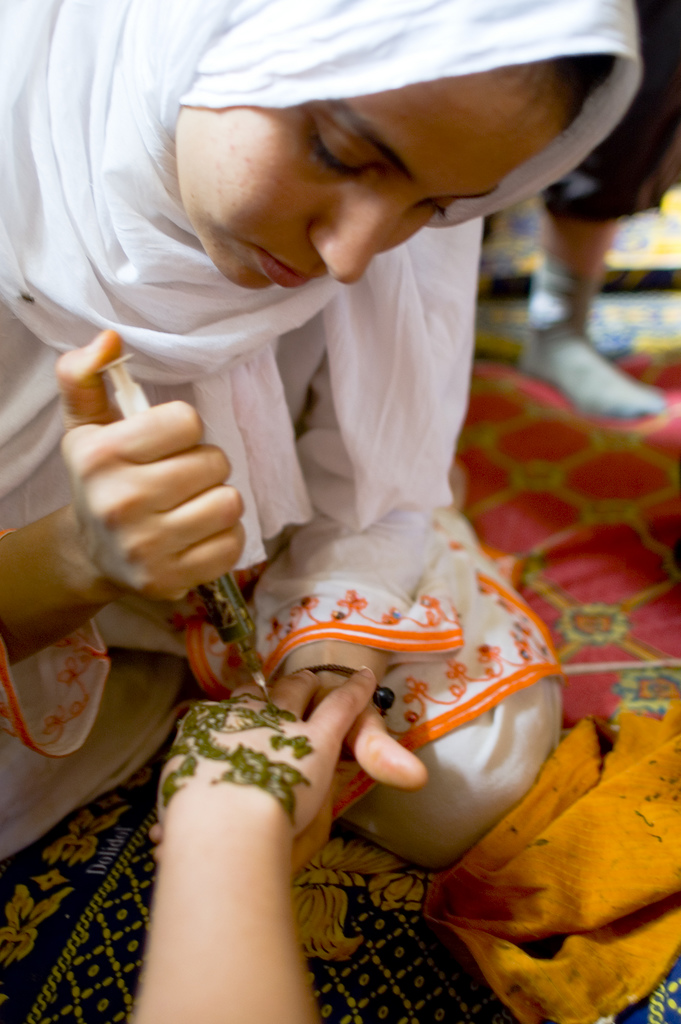
امرأة تقوم برسم الحنة في المغرب، عام 2008.

في المذهب السني، يعد الوشم والتوشم من المحرمات والكبائر، وأن النبي لعن فاعله والمفعول به، فقد روى البخاري في صحيحه عن ابن عمر عن النبي ﷺ قال: «لعن الله الواصلة والمستوصلة، والواشمة والمستوشمة». أما استخدام الحناء كزينة للمرأة فهو جائز، وهو شائع جداً في الدول الإسلامية. ولما رواه أبو داود والنسائي عن عائشة قالت: «أومأت امرأة من وراء ستر بيدها كتاب إلى رسول الله صلى الله عليه وسلم فقبض رسول الله صلى الله عليه وسلم يده فقال: ما أدري أيد رجل أم يد امرأة؟ قالت : بل امرأة . قال صلى الله عليه وسلم : لو كنت امرأة لغيرت أظفارك يعني بالحناء».
في المذهب الشيعي، نوقش جواز الوشم من عدمه، في حين أن بعض الشيعة يشيرون إلى الفتوى التي أصدرها علي السيستاني التي تحلل الوشم. حيث رأى أن الوشم جائز في حد ذاته، لكنه ليس أمرًا مستحسنًا وهناك روايات في ذمه.

### المسيحية
ليس هناك موقف معين للمسيحية في الوشم. تمت ممارسة التوشيم في بداية الحركة المونتانية المسيحية وذلك بوضع علامات أو أختام باسم الرب وفقاً للرؤيا: 7:3; 9:4; 13:16; 14:1; 20:4; 22:4.
معظم المسيحيين ليس لديهم مشكلة مع الوشم. في حين أن أقلية مسيحية تدعو إلى التمسك بوجهة النظر اليهودية بعدم جواز الوشم وذلك استناداً إلى سفر اللاويين 19:28. الوشم برموز مسيحية عادة شائعة، فخلال الحج يقوم بعض المسيحيين بالحصول على وشم صغير يكتب فيه تاريخ الحج وصليب صغير، وعادة ما يتم هذا على الساعد.
يستخدم الكاثوليك الكروات في البوسنة والهرسك الوشم، وخاصة على الأطفال، من أجل حمايتهم من التحويل القسري إلى الدين الإسلامي خلال الاحتلال التركي للبوسنة والهرسك (1463م - 1878م). هذا النوع من التوشيم استمر لفترة طويلة لاحقة بعيداً عن الدافع الأصلي له، رغم أنه كان ممنوعاً خلال الشيوعية اليوغوسلافية. وكان يتم الحصول على الوشوم خلال فصل الربيع أو خلال الاحتفالات الدينية الخاصة مثل عيد القديس يوسف، وتتكون في معظمها من صلبان مسيحية على اليدين والأصابع والذراعين وأسفل العنق وعلى الصدر.

### اليهودية
الوشم محرم في اليهودية استناداً إلى التوراة (سفر اللاويين 19:28): «ولا تجرحوا أجسادكم لميت وكتابة وشم لا تجعلوا فيكم أنا الرب». الحظر أو التحريم يفسره الحاخامات المعاصرين على أنه جزء من الحظر العام على تعديل الهيئة البشرية من دون أن يخدم غرضاً طبياً (مثل تصحيح التشوه). يوضح موسى بن ميمون الذي هو أحد أبرز علماء القرن الثاني عشر في القانون والفكر اليهودي، بأن الحظر المفروض على الوشم هو رد اليهودية على الوثنية.